# Kauhajoki

Kauhajoki na mapie Finlandii

Kauhajoki – miasto w zachodniej Finlandii, w regionie Finlandia Zachodnia. W 2008 roku populacja wyniosła 14,5 tys. mieszkańców.
23 września 2008 roku miało miejsce zdarzenie, w którym szaleniec zabił 10 uczniów miejscowej szkoły i popełnił samobójstwo.